# Метод викликаної поляризації
Метод викликаної поляризації (рос. вызванной поляризации метод, англ. induced polarization method, нім. Messung f der induzierten Polarisation f — метод електророзвідки корисних копалин, оснований на вивченні штучно викликаної поляризації гірських порід Проводиться для виявлення в геол. розрізі рудних тіл.